# 漫威宇宙
漫威宇宙（英語：Marvel Universe (toyline)）是指大部分漫威娛樂旗下的漫畫書及其他媒體中的故事發生的共同世界。超級英雄團隊如復仇者聯盟、X戰警、驚奇4超人、星際異攻隊、捍衛者聯盟、異人族和其他漫威漫畫旗下的超級英雄都存在於這個宇宙，當中包括蜘蛛人、美國隊長、鋼鐵人 、雷神索爾、夜魔俠、浩克、金鋼狼、制裁者、月光騎士、死侍、刀鋒戰士、惡靈戰警、奇異博士等等。
漫威宇宙被進一步描述為存在於由數千個獨立宇宙所組成的“多元宇宙”中，所有宇宙都是由漫威漫畫所創作，並且在某種意義上都是在漫威宇宙中。 在這種情況下，漫威宇宙被用來指代漫威的主流連續性，即616號宇宙或目前的主宇宙。

## 歷史
一些及時漫畫（1930年代和1940年代，漫威漫畫的前身）的角色共存於同一個世界，最早出現在《漫威神秘漫畫》#7（1940年）中，其中納摩曾經在初代霹靂火的故事中被提及，反之亦然。後來幾位超級英雄（他們在該系列中出演了不同的故事）在一個名為“全勝陣容”的小組中相遇。
儘管共享宇宙的概念在1961年的漫畫故事中並不新鮮或獨特，但被稱為“漫威之父”的作家兼編輯史丹·李跟包括傑克·柯比和史蒂夫·迪特科在內的幾位漫畫家一起創作了一系列的漫畫故事和標題，其中一本書中的事件會在另一本書中產生影響，標題和故事亦將展示人物的成長和變化。一個標題中的標題人物偶爾會在其他故事中客串登場。《驚奇4超人》#12是現代漫威漫畫（驚奇4超人和浩克的第一次會面）中的第一部跨界漫畫書。最終，許多超級英雄組成了一個名為復仇者聯盟的超級英雄團隊（最初由蟻人、黃蜂女、鋼鐵人、雷神索爾和浩克組成），該團隊於1963年9月首次亮相。但這其實並不是漫威的角色第一次與一個人互動，當漫威漫畫還是被稱作及時漫畫時，當時身為一名潛艇水手的納摩和初代霹靂火便已經一直是競爭對手的關係，但這是漫畫出版商的角色第一次共享一個世界，漫威宇宙亦以在紐約市設立其中心標題而著稱，相比之下，許多DC漫畫中的超級英雄（例如超人、蝙蝠俠和閃電俠）都生活在虛構的城市中（例如高譚市和大都會），小心翼翼地盡可能真實地描繪各個城市和整個DC宇宙，例如超人的存在以各種方式影響著大都會的普通公民。
隨著時間的推移，一些漫威漫畫的作家遊說漫威的編輯加入類似於DC平行宇宙的多元宇宙的想法。這個情節裝置允許人們創造幾個通常不會重疊的虛構宇宙。漫威主宇宙中的地球上發生的事情通常不會影響另一個由漫威所創造的平行宇宙中的地球上發生的事情。然而，漫威的作家卻仍有足夠的創造力來寫故事，其中來自一個這樣的宇宙的人們將拜話另一個宇宙。
1982年，漫威出版了一齣迷你劇《冠軍爭奪戰》，其中集結了當時存在的所有主要英雄去共同應對一個威脅。這是漫威漫畫的第一部迷你劇。每期都包含許多主要服裝人物的傳記信息；這些傳記是漫威系列參考資料《漫威宇宙官方手冊》的前身，緊隨《冠軍爭奪戰》之後不久。